# شريح (اسم)
شريح هو اسم علم مذكر من أصل عربي، ومعناه هو الواضح، المكشوف غامضة، المنشرح الصدر، المحفوظ.

## شخصيات تحمل الاسم
- شريح القاضي
- شريح بن زيد الحضرمي
- شريح بن هانئ الحارثي

## وصلات خارجية
- موسوعة السلطان قابوس لأسماء العرب نسخة محفوظة 5 أبريل 2019 على موقع واي باك مشين.